# Suite Life: Nie ma to jak statek (seria 3)
Seria trzecia amerykańskiego sitcomu młodzieżowego Suite Life: Nie ma to jak statek składa się z 22 odcinków. Została ona oryginalnie wyemitowana przez amerykański Disney Channel od 2 lipca 2010 do 6 maja 2011. W Polsce emisja rozpoczęła się 5 lutego 2011 na kanale Disney XD i trwała do 3 czerwca 2012 roku. W szóstym odcinku serii, od głównej obsady odchodzi Doc Shaw wcielający się w Marcusa Little.

## Produkcja i emisja
- 2 lipca 2010 na amerykańskim Disney Channel wyemitowano pierwszy odcinek serii, „Silent Treatment”. Oprócz tego wtedy zaprezentowano nową czołówkę. W szóstym odcinku, zatytułowanym „Bon Voyage”, z serialu odszedł Doc Shaw, grający jedną z głównych ról, Marcusa Little, z powodu zdjęć do serialu Disney XD Para królów[2]. Od 5 lutego 2011 seria emitowana jest na kanale Disney XD. 10 marca 2011 serial powrócił do emisji również na Disney Channel serią trzecią z odcinkiem So You Think You Can Date?.
- Ostatni odcinek 3 serii pojawił się na amerykańskim Disney Channel 6 maja 2011 pt. „Graduation on deck”.

## Obsada

### Role główne
| Bohater                   | Aktor         | Polski dubbing      |
| ------------------------- | ------------- | ------------------- |
| Cody Martin               | Cole Sprouse  | Wojciech Rotowski   |
| Zack Martin               | Dylan Sprouse | Mateusz Narloch     |
| London Tipton             | Brenda Song   | Monika Pikuła       |
| Bailey Pickett            | Debby Ryan    | Agnieszka Mrozińska |
| Marcus Little (do odc. 6) | Doc Shaw      | Łukasz Talik        |
| Pan Moseby                | Phill Lewis   | Tomasz Kozłowicz    |

### Goście specjalni
- Andy Richter – brat Teodor („Silent Treatment”)
- Brian Stepanek – Arwin Hawkhauser („Computer Date”, „Graduation)
- Sean Kingston – on sam („Party On!”)
- Kim Rhodes – Carey Martin („Trouble in Tokyo”, „Graduation”)
- Fabio – kapitan Hawk („Senior Ditch Day”)
- Dwight Howard – on sam („Twister”)
- Deron Williams – on sam („Twister”)
- Kevin Love – on sam („Twister”)
- Hutch Dano – Moose („Twister”)
- Todd Sherry – Arturo Vitali („Frozen”)

## Lista odcinków
- Cole Sprouse, Dylan Sprouse i Brenda Song są obecni we wszystkich odcinkach.
- Doc Shaw był główną postacią do szóstego odcinka i w tym czasie był nieobecny w trzech odcinkach.
- Debby Ryan jest nieobecna w trzech odcinkach.
- Phill Lewis jest nieobecny w pięciu odcinkach.

| 52 | The Silent Treatment       | Phill Lewis      | Dan Signer                                                                  | 2 lipca 2010           | 5 lutego 2011 (DXD) 12 marca 2011 (DC)                   | 3.4         |
| Dzień po zerwaniu z Bailey, Cody wstępuje na kilka dni do zakonu w Monte Carlo, by zapomnieć o rozstaniu. Zack i Woody zaczynają tęsknić za przynudzającym przyjacielem, więc idą do zakonu, zapisują się do niego i namawiają Cody’ego do powrotu na statek. Okazuje się, że to niemożliwe, a droga z wyspy, na której się znajduje, jest dostępna tylko raz w tygodniu, w czasie odpływu. Tymczasem Bailey bierze porady w sprawie zerwań u London i pani Tutweiller. Nieobecni: Doc Shaw jako Marcus Little, Phill Lewis jako Marion Moseby. Gość specjalny: Andy Richter jako brat Teodor. Role gościnne: Erin Cardillo jako Emma Tutweiller, Matthew Timmons jako Woody Fink. |                            |                  |                                                                             |                        |                                                          |             |
| 53 | Rat Tale                   | Joel Zwick       | Jeff Hodsden Tim Pollock                                                    | 9 lipca 2010           | 5 lutego 2011 (DXD) 13 marca 2011 (DC)                   | b/i         |
| Cody i Bailey kłócą się o to, które z nich ma się opiekować szczurem Pryszczem ze szkolnej pracowni. Kirby próbuje ich jakoś pogodzić, więc zabiera gryzonia do siebie, a w tym czasie chce zaobserwować, które z nich bardziej się nadaje do opieki nad zwierzęciem. Tymczasem Woody zostaje ugryziony przez Pryszcza. Zack chcąc się na nim zemścić za zepsutą randkę, wmawia mu, że i on wkrótce przeobrazi się w gryzonia. Wystraszony Woody postanawia zostać superbohaterem Szczurmanem. Nieobecni: Doc Shaw jako Marcus Little, Phill Lewis jako Marion Moseby. Role gościnne: Mackenzie Baker jako Sloane, Windell D. Middlebrooks jako Kirby Morris, Matthew Timmons jako Woody Fink. |                            |                  |                                                                             |                        |                                                          |             |
| 54 | So You Think You Can Date? | Joel Zwick       | Mark Amato Sally Lapiduss                                                   | 16 lipca 2010          | 12 lutego 2011 (DXD) 10 marca 2011 (DC)                  | 3.4         |
| Pani Tutweiller zamierza urządzić dyskotekę „Skok w lata 80”. Okazuje się, że w tym samym czasie i na tym samym pokładzie pan Moseby organizuje renesansowy wieczór kostiumowy. Oboje kłócą się, chcąc, aby to drugie ustąpiło. Woody proponuje im kompromis – w jednym miejscu i czasie odbędą się obie imprezy. Tymczasem Cody i Bailey bezskutecznie próbują znaleźć sobie parę na dyskotekę. Z pomocą Zacka, Cody udaje niegrzecznego buntownika, aby zaprosić dziewczynę o imieniu Cissy, a Bailey za namową London udaje głupią, aby wyrwać chłopaka imieniem Josh. W czasie dyskoteki okazuje się, że oboje zbyt mocno weszli w rolę swoich przyjaciół. Nieobecny: Doc Shaw jako Marcus Little. Role gościnne: Erin Cardillo jako Emma Tutweiller, Rachael Marie jako Cissy, Markus Silbiger jako Josh, Matthew Timmons jako Woody Fink. |                            |                  |                                                                             |                        |                                                          |             |
| 55 | My Oh Maya                 | Joel Zwick       | Jeff Hodsden Tim Pollock                                                    | 23 lipca 2010          | 19 lutego 2011 (DXD) 19 marca 2011 (DC)                  | b/i         |
| Zack zakochuje się w nowej kelnerce na statku, Mayi. Widzi ją w każdej innej dziewczynie i nie potrafi o niej zapomnieć. Podrywa ją na wiele różnych sposobów, ale ona nie chce się umówić z kimś takim jak on. Zack postanawia ją zdobyć, wykorzystując 6-miesięczny plan, którego Cody użył na Bailey. Tymczasem do Marcusa przybywa Dante – jego sobowtór z Paryża. Chłopiec chce, aby Marcus wyprodukował jego płytę. Wkrótce okazuje się, że Dante płynie statkiem na gapę, a pan Moseby poszukuje oszusta. W międzyczasie Cody stara się nie myśleć o Bailey, która wyjechała do Kettlecorn, więc strzela sobie gumką w dłoń za każdym razem, gdy o niej pomyśli. Nieobecna: Debby Ryan jako Bailey Pickett. Role gościnne: Zoey Deutch jako Maya, Larry Vanburen Jr. jako Dante, Elle McLemore jako Gina. |                            |                  |                                                                             |                        |                                                          |             |
| 56 | Das Boots                  | Carl Lauten      | Pamela Eells O’Connell                                                      | 30 lipca 2010          | 26 lutego 2011 (DXD) 26 marca 2011 (DC)                  | b/i         |
| London przekupuje Zacka aby on, Woody i Maya pomogli jej uporządkować buty w jej łodzi podwodnej. Zack przez przypadek wciska przycisk, który uruchamia łódź, która zanurza się na dużą głębokość. Przyjaciele odkrywają, że mają tylko 30 minut zanim w łodzi skończy się powietrze. W obliczu śmierci Zack postanawia wyznać Mayi, co do niej czuje. Tymczasem na statku organizowany jest Konkurs Szachowy Juniorów, prowadzony przez Moseby’ego i panią Tutweiller. Cody próbuje pokonać w nim piękną Rosjankę, Sashę. Okazuje się, że dziewczyna wie o nim wszystko i próbuje z nim wygrać, trafiając w jego czułe punkty. Nieobecna: Debby Ryan jako Bailey Pickett. Role gościnne: Matthew Timmons jako Woody Fink, Erin Cardillo jako Emma Tutweiller, Zoey Deutch jako Maya, Cody Kennedy jako Sasha Matrioszka. |                            |                  |                                                                             |                        |                                                          |             |
| 57 | Bon Voyage                 | Adam Weissman    | Adam Lapidus                                                                | 20 sierpnia 2010       | 5 marca 2011 (DXD) 9 kwietnia 2011 (DC)                  | 4.0         |
| Bailey wróciła z Kettlecornu. Nowa, jeszcze nieotwarta Sala Wodna zostaje zalana. Pan Moseby obiecuje sobie, że winnego za ten wybryk wydali z Liceum Siedmiu Mórz. Jego głównym podejrzanym jest Zack, choć ten tak naprawdę nie ma z tym nic wspólnego. W tym czasie London, Bailey, Cody i Woody są przekonani, że to wina każdego z nich. Wszyscy przyznają się panu Moseby’emu do winy. Okazuje się, że to była wina pana Moseby’ego. Tymczasem Marcus opuszcza statek, aby nagrać musical na podstawie jego przeboju „Dzidzia w aparacie”. Role gościnne: Matthew Timmons jako Woody Fink, Lisa K. Wyatt jako Frankie. Notatka: Jest to ostatni odcinek, w którym występuje Doc Shaw. |                            |                  |                                                                             |                        |                                                          |             |
| 58 | Computer Date              | Joel Zwick       | Jeny Quine                                                                  | 27 sierpnia 2010       | 12 marca 2011 (DXD) 13 marca 2011 (DC)                   | b/i         |
| Na statek przybywa Arwin, który chce ulepszyć statek, pozostawiając na nim komputerowy system, imieniem Callie. Niestety, jego wynalazek przybiera postać ludzką i zakochuje się w Codym. Wkrótce, po tym jak Callie zostaje odrzucona przez otoczenie Cody’ego, postanawia objąć władzę nad statkiem. Tymczasem Woody i London proszą Zacka, aby pomógł im zaliczyć WF. Chłopak zabiera ich na siłownię. Nieobecna: Debby Ryan jako Bailey Pickett. Gość specjalny: Brian Stepanek jako Arwin Hawkhauser. Role gościnne: Matthew Timmons jako Woody Fink, Tabitha Morella jako Callie. |                            |                  |                                                                             |                        |                                                          |             |
| 59 | Party On!                  | Joel Zwick       | Jeff Hodsden Tim Pollock                                                    | 10 września 2010       | 20 marca 2011 (DXD) 23 kwietnia 2011 (DC)                | 4.0         |
| Z okazji urodzin Mayi Zack ściąga na statek jej ulubionego piosenkarza, Seana Kingstona. Artysta zakochuje się w London, więc Zack pomaga mu ją poderwać, przy okazji próbując poderwać Mayę. Tymczasem Cody i Bailey chcą zwiedzić fabrykę czekolady. Niestety, wycieczka jest zorganizowana specjalnie dla zakochanych par. Gość specjalny: Sean Kingston jako on sam. Role gościnne: Matthew Timmons jako Woody Fink, Napolean Ryan jako Sebastian Nougat, Zoey Deutch jako Maya. Notatka: Utwór wykonywany przez Seana Kingstona to ‘Dumb Love’ Notatka 2: W odcinku Zack powiedział do Mayi o Seanie Kingstonie „Kto by zrozumiał tę jego Jamajską wymowę”. Na co Sean Kingston odpowiada „Urodziłem się w Miami”. Lecz jest to błąd, ponieważ Sean Kingston naprawdę urodził się na Jamajce. |                            |                  |                                                                             |                        |                                                          |             |
| 60 | Love and War               | Eric Dean Seaton | Jeny Quine                                                                  | 24 września 2010       | 23 marca 2011 (DXD) 7 maja 2011 (DC)                     | 2.8         |
| Zack okazuje się być świetnym chłopakiem dla Mayi. Niestety, szybko dowiaduje się o czymś, co mu się nie podoba – Maya zamierza wziąć udział w konkursie recytowania poezji i chce, aby Zack przyszedł ją dopingować. Chłopak nie chce się jej przyznać, że nie interesuje go poezja ani, że tego samego wieczoru ma grać z kolegami w gry komputerowe. Tymczasem Bailey i London zostają opiekunkami w przedszkolu na statku. Bailey zostaje odrzucona przez dzieci, natomiast London staje się ich idolką. Role gościnne: Matthew Timmons jako Woody Fink, Zoey Deutch jako Maya, Taylor Groothuis jako Sally. |                            |                  |                                                                             |                        |                                                          |             |
| 61 | Trouble in Tokyo           | Eric Dean Seaton | Jeny Quine Dan Signer                                                       | 29 września 2010       | 13 lutego 2011 (DXD) 30 kwietnia 2011 (DC)               | 3.4         |
| Gdy statek przypływa do Japonii, Zack i Cody odwiedzają swoją mamę w studiu pana Hashimoto, gdzie Carey gra w reklamie ohydnej sody kuchennej. Zack przypadkowo demoluje studio, więc pan Hashimoto każe im w ramach zapłaty skosztować tysiąca wstrętnych sód. Tymczasem London ukrywa się przed Mosebym, który chce ją zaciągnąć do dentysty, a Woody staje do walki w zawodach sumo. Gdy chłopak pokonuje zawodowego zapaśnika – Mikio, ten załamuje się i za namową Bailey zamieszkuje z Woodym. Gdy ten ma go dość, postanawia znów stanąć z nim na ringu i pozwolić mu wygrać. Gość specjalny: Kim Rhodes jako Carey Martin. Role gościnne: Matthew Timmons jako Woody Fink, Americus Abesamis jako Mikio, Tom Choi jako pan Hashimoto. |                            |                  |                                                                             |                        |                                                          |             |
| 62 | The Ghost and Mr. Martin   | Joel Zwick       | Adam Lapidus Jeny Quine                                                     | 8 października 2010    | 8 maja 2011 (DXD) 20 maja 2011 (DC)                      | 3.3         |
| Statek przepływa obok Nowego Orleanu, gdzie atrakcją turystyczną jest możliwość zobaczenia wraku starego statku Jessie Belle. Zack twierdzi, że duch kapitana tego statku próbuje się z nim skontaktować. Razem z Codym i Woodym próbują go złapać. Tymczasem London i Bailey odkrywają, że Moseby jest utalentowanym muzykiem jazzowym. Postanawiają rozwinąć jego pasję. Role gościnne: Matthew Timmons jako Woody Fink, Anthony Bona Ventura jako kapitan Entenille. |                            |                  |                                                                             |                        |                                                          |             |
| 63 | Senior Ditch Day           | Phill Lewis      | Mark Amato Sally Lapiduss                                                   | 22 października 2010   | 22 maja 2011 (DXD) 29 maja 2011 (DC)                     | 3.5         |
| Statek przypływa na argentyńskie wybrzeże. Uczniowie Liceum Siedmiu Mórz mają dzień wolny od szkoły. Pani Tutweiller chce zrobić sobie dzień wolny na czytanie romansu, w który bardzo się wciągnęła. Niestety, Cody i Bailey jako jedyni ciągle za nią chodzą, chcąc mieć najwyższą frekwencję w klasie. Tymczasem Zack, London i Woody próbują dostać się do klubu milionerki Valentiny, znajdującego się na plaży. Woody udaje księcia, aby wkręcić się na jej plażę. Nieobecny: Phill Lewis jako pan Moseby. Gość specjalny: Fabio jako kapitan Hawk. Role gościnne: Erin Cardillo jako Emma Tutweiller, Matthew Timmons jako Woody Fink, Christiann Castellanos jako Valentina, Jack Guzman jako ochroniarz. |                            |                  |                                                                             |                        |                                                          |             |
| 64 | My Sister’s Keeper         | Phill Lewis      | Jeny Quine                                                                  | 5 listopada 2010       | 26 maja 2011 (DXD) 11 czerwca 2011 (DC)                  | 3.2         |
| Woody’ego odwiedza siostra, Willa. Zack jest zaskoczony, gdyż nie jest ona wcale tak odpychająca jak jej brat. Cody postanawia oprowadzić ją po statku, a następnie umawia się z nią na randkę. Woody i Bailey są tym oburzeni i postanawiają ich rozłączyć. Tymczasem London wynajmuje sobie sobowtóra, który ma za nią sprzątać klasy po lekcjach. Przypadkowo sobowtór zakochuje się w Zacku, więc London próbuje się jej pozbyć. Nieobecny: Phill Lewis jako Marion Moseby. Role gościnne: Linsey Godfrey jako Willa Fink, Jane Oshita jako sobowtór London, Matthew Timmons jako Woody Fink. |                            |                  |                                                                             |                        |                                                          |             |
| 65 | Frozen                     | Phill Lewis      | Dan Signer                                                                  | 27 listopada 2010      | 28 maja 2011 (DXD) 2 lipca 2011 (DC)                     | bd.         |
| Cody wyrusza na wyprawę po Antarktyce, gdzie zamierza odnaleźć sławnego naukowca, który mu zaimponował. Zack i Woody postanawiają iść z nim. Niestety, chłopcy zostają uwięzieni przez zaspę w domu profesora. Tymczasem na statku zjawia się ulubiony projektant London - Arturo Vitali. Jest on załamany, gdyż stracił inspirację do tworzenia nowych kreacji. London i Bailey postanawiają go zainspirować. Nieobecni: Phill Lewis jako Marion Moseby. Role gościnne: Matthew Timmons jako Woody Fink, Brian Posehn jako dr Cork, Todd Sherry jako Arturo Vitali. |                            |                  |                                                                             |                        |                                                          |             |
| 66 | A London Carol             | Shelley Jensen   | Jeff Hodsden Tim Pollock                                                    | 3 grudnia 2010         | 31 maja 2011 (DXD) 23 grudnia 2011 (DC)                  | 4.1         |
| Statek dopłynął do Ameryki Południowej. Gdy zbliżają się święta Bożego Narodzenia, Cody i Bailey zbierają pieniądze na prezenty dla potrzebujących dzieci. Gdy proszą London o jakiś datek, dziewczyna wyśmiewa ich i czeka na własne prezenty od ojca. W wigilijną noc magiczne lustro ukazuje London, jak wyglądała jej przeszłość, jak wygląda teraźniejszość i jak wyglądać będzie jej przyszłość, jeśli nadal będzie niemiła dla ludzi i będzie myśleć tylko o sobie. Wszyscy się wtedy od niej odwrócą i zostanie sama. Nazajutrz London daje przyjaciołom prezenty i wpłaca ogromną kwotę dla potrzebujących. Tymczasem pan Moseby ma za złe Zackowi, gdyż ten wciąż spóźnia się do pracy w barze. Chłopak wymyśla mechaniczny system, który ma go budzić do pracy. Role gościnne: Michael Airington jako lustro, Haley Tju jako mała London. Notatka: Odcinek jest parodią słynnej powieści i filmu „Opowieść wigilijna”. |                            |                  |                                                                             |                        |                                                          |             |
| 67 | The Play’s the Thing       | Joel Zwick       | Pamela Eells O’Connell                                                      | 7 stycznia 2011        | 2 lipca 2011 (DC) 4 lipca 2011 (DXD)                     | 3.6         |
| Pani Tutweiller chce, aby Cody wystawił na scenie swoje własne dzieło, czyli scenę jego zerwania z Bailey. Okazuje się, że Cody całkiem zmienił tę scenę. Bailey jest na niego wściekła i nie chce grać samej siebie w przedstawieniu. W rezultacie Zack musi grać Cody’ego, a Cody przebiera się za Bailey. Cody całkowicie ośmiesza jej osobę, a Bailey całkiem się załamuje, po czym z płaczem biegnie do kabiny. Cody dochodzi do wniosku, że popełnił błąd z zerwaniem z Bailey i idzie ją przeprosić, tym samym chcąc ją przekonać do bycia znowu jego dziewczyną. Nie udaje mu się to. Tymczasem Zack pomaga panu Moseby’emu poderwać panią Tutweiller. Gdy nic im z tego nie wychodzi, Moseby postanawia sam rozprawić się z facetem nauczycielki. Role gościnne: Matthew Timmons jako Woody Fink, Erin Cardillo jako Emma Tutweiller, Rachael Kathryn Bell jako Addison, Kevin Makely jako Bruno. |                            |                  |                                                                             |                        |                                                          |             |
| 68-70 | Twister                    | Bob Koherr       | Adam Lapidus (cz. I) Jeff Hodsden Tim Pollock (cz. II) Dan Signer (cz. III) | 14/15/16 stycznia 2011 | 19/19/27 listopada 2011(DXD) 25/25/26 listopada 2011(DC) | 4.4/5.2/7.1 |
| Cz.1: Bailey zamierza wrócić do Kettlecornu na 90. urodziny babci. London postanawia zawieźć przyjaciółkę sterowcem (tak naprawdę London chce zostawić Bailey w Kettlecorn, by mieć znów własny pokój). Gdy sterowiec się psuje, dziewczyny muszą dalej jechać samochodem. Tymczasem na statku Cody uważa, że Bailey przeniosła się z powrotem do Kettlecornu i jest kompletnie załamany. Tymczasem Zack i Woody wyzywają pana Moseby’ego i jego brata na mecz koszykówki. Bratem Moseby’ego okazuje się być gwiazda NBA, Dwight Howard. Dwight mówi Cody’emu, żeby zadzwonił do Bailey i powiedział jej, że chce być znów jej chłopakiem. Gdy Cody dzwoni do Bailey, słyszy przeraźliwe krzyki jej i London... Cz. 2: Cody przybywa do Kettlecornu, aby pomóc Bailey, Okazuje się, że ona i London jeszcze tam nie dotarły. Gdy w końcu i one przybywają na miejsce, zjawia się Moose. Cody jest o niego zazdrosny, tym bardziej, iż ojciec Bailey uwielbia Moose’a. Gdy Cody chce powiedzieć Bailey, co do niej czuje, okazuje się, że powstało tornado i pędzi ku wsi. Wszyscy się chowają w schronie. Tam Moose i Cody kłócą się o Bailey. Gdy Moose pcha Cody’ego, ten przez przypadek trąca Bailey, a ona uderza głową o ścianę i traci przytomność. Śni jej się, że jest Dorotką z Czarnoksiężnika z Krainy Oz. Bailey spotyka Moose’a jako stracha na wróble, Cody’ego jako żelaznego drwala, Woody’ego jak tchórzliwego lwa, Zacka jako latającą małpę, London jako dobrą wróżkę-wiedźmę i Moseby’ego jako Manczkina. We śnie Cody i Moose znów się kłócą o Bailey. Cody mówi Bailey, żeby posłuchała swojego serca i to jej pomoże wybrać miłość. Gdy Bailey się budzi, mówi Cody’emu, co do niego czuje i oboje wracają do siebie. Tymczasem Zack i Woody ‘przemycają’ w tajemnicy przed Mosebym jednego z pasażerów, którego pan Moseby nie chciał przyjąć na statek. Zack ukrywa go w swoim pokoju. Gdy tornado ustaje, wszyscy wychodzą ze schronu. Okazuje się, że London nie była z nimi w schronie... Cz. 3: Podczas oglądania horroru Łowcy skór 7 Zack i Woody widzą reportaż o tornadzie, które zniszczyło całe Kettlecorn. Razem z panem Mosebym próbują dostać się do Kansas. Postanawiają zabrać się razem z militarnym wojskiem. Tymczasem w Kettlecorn Cody i Bailey odnajdują London w jednej z opon, którą porwało tornado. Okazuje się, że zniszczyło ono całą farmę rodziny Pickett. Muszą za to zapłacić wszystkimi pieniędzmi, jakie mają. Rodzina Pickettów, wydając wszystkie pieniądze na odbudowę farmy, musi wypisać Bailey z Liceum Siedmiu Mórz, gdyż nie może zapłacić za jej dalszy rejs. Chcąc być znów z Bailey, Cody dzwoni do pana Tiptona, by pomógł odbudować farmę. Niestety, pan Tipton kupuje farmę i chce na jej miejscu zbudować fabrykę plastikowych toreb. Wszyscy próbują go powstrzymać, lecz Zack i Woody wszystko psują. Sytuację ratuje London, która szantażuje tatę. Pan Tipton w końcu zgadza się na pomoc w odbudowie farmy. Brakuje jednak pieniędzy dla Bailey. Wszystko kończy się dobrze - ojciec Bailey akceptuje Cody’ego, a babcia Bailey daje jej swoje oszczędności, które trzymała w ukryciu, więc dziewczyna może wrócić na statek. Goście specjalni: Dwight Howard jako on sam, Deron Williams jako on sam, Kevin Love jako on sam, Hutch Dano jako Moose. Role gościnne: Matthew Timmons jako Woody Fink, Joe Dietl jako Clyde Pickett, Linda Porter jako Grammy Pickett, Ginette Rhodes jako Eunice Pickett, Mark Teich jako pan Everhart, John Michael Higgins jako Wilfred Tipton, Michael Ralph jako sierżant Pepper. |                            |                  |                                                                             |                        |                                                          |             |
| 71 | Snakes on a Boat           | Phill Lewis      | Adam Lapidus Dan Signer                                                     | 4 marca 2011           | 28 maja 2011 (DXD) 17 grudnia 2011 (DC)                  | bd.         |
| Woody i London przez przypadek uwalniają z pudła na statku stado węży, które oblężają statek i sieją panikę wśród pasażerów. Tymczasem podczas gry „Prawda lub wyzwanie” Cody stara się rozśmieszyć Bailey, a Maya denerwuje się na Zacka, gdy dowiaduje się, że zanim zaczął z nią chodzić, spotykał się z wieloma innymi dziewczynami. Role gościnne: Matthew Timmons jako Woody Fink, Zoey Deutch jako Maya. Notatka: Odcinek jest parodią filmu „Węże w samolocie”. |                            |                  |                                                                             |                        |                                                          |             |
| 72 | Prom Night                 | Eric Dean Seaton | Jeff Hodsden Tim Pollock                                                    | 18 marca 2011          | 26 listopada 2011 (DXD) 3 czerwca 2012 (DC)              | bd.         |
| Po kolejnym dowcipie ostatniej klasy, pan Moseby decyduje się odwołać ich bal maturalny. Gdy nikt nie może go przekonać do zmiany decyzji, Zack obmyśla plan zorganizowania tajnego balu, w zrealizowaniu którego pomagają mu Cody, Maya, London i Tutweiller. Tymczasem Bailey robi wszystko, aby zostać królową balu, a Woody chce podczas balu po raz pierwszy pocałować Addison. Podczas balu klasa musi po kilka razy zmieniać balową scenę w klasową salę tak, aby pan Moseby nie dowiedział się o balu, jednak wszystko wychodzi na jaw. Zack żeby udobruchać Moseby’ego mówi mu że został królem balu a Bailey która marzyła by być królową balu dała koronę pani Tutweiller. Role gościnne: Matthew Timmons jako Woody Fink, Zoey Deutch jako Maya, Erin Cardillo jako Emma Tutweiller, Rachael Bell jako Addison. |                            |                  |                                                                             |                        |                                                          |             |
| 73 | Graduation on Deck         | Eric Dean Seaton | Pamela Eells O’Connell                                                      | 6 maja 2011            | 29 lipca 2012 (DXD) 3 czerwca 2012 (DC)                  | bd.         |
| Zbliża się koniec szkoły. Na kilka dni przed uroczystością okazuje się, że pan Tipton chce sprzedać statek, na co z oburzeniem reaguje młodzież z liceum. Pan Moseby wraz z panią Tutweiller starają się zapanować nad całą sytuacją, obiecując, że pożegnanie ze szkołą na pewno się odbędzie. Cody otrzymuje list, od którego zależy cała jego przyszłość. Okazuje się, że nie został przyjęty do Yale, w przeciwieństwie do Bailey. Tymczasem Maya zrywa z Zackiem, sądząc, że związek na odległość nie zadziała. Załamani bliźniacy nie chcą się pojawić na zakończeniu szkoły. Rodzice próbują ich pocieszyć. Zack i Cody dają się namówić, przy okazji odkrywając ból „tego drugiego”. Cody i Bailey ogłaszają swoją przemowę w której mówią, że cała ich klasa nie jest tylko przyjaciółmi, ale rodziną. Ekipa remontowa Tiptona zaczyna rozbierać statek, przerywając ceremonię. Pan Moseby dzwoni do pana Tiptona i mówi mu, że muszą poczekać z rozbiórką do czasu jej skończenia. Wtedy po raz pierwszy sprzeciwia się swojemu pracodawcy. Ceremonia zostaje kontynuowana. Po niej Woody i Addison rozdają szkolne roczniki. Pan Moseby oświadcza się pani Tutweiller. Zack i Cody się żegnają z przyjaciółmi zastanawiając się, jakie będą ich następne przygody. Role gościnne: Matthew Timmons jako Woody Fink, Erin Cardillo jako Emma Tutweiller, Kim Rhodes jako Carey Martin, Robert Torti jako Kurt Martin, Brian Stepanek jako Arwin Hawkhauser, Zoey Deutch jako Maya, Rachael Bell jako Addison, Lisa K. Wyatt jako Frankie. Notatka: Jest to ostatni odcinek serialu, który emitowany jest w wersji trwającej 34 i 27 minut. |                            |                  |                                                                             |                        |                                                          |             |
| - A^ Podczas premiery na Disney Channel USA. |                            |                  |                                                                             |                        |                                                          |             |